# Châtel-Gérard
Châtel-Gérard is een gemeente in het Franse departement Yonne (regio Bourgogne-Franche-Comté) en telt 253 inwoners (1999). De plaats maakt deel uit van het arrondissement Avallon.

## Geografie
De oppervlakte van Châtel-Gérard bedraagt 31,8 km², de bevolkingsdichtheid is 8,0 inwoners per km².
De onderstaande kaart toont de ligging van Châtel-Gérard met de belangrijkste infrastructuur en aangrenzende gemeenten.

## Demografie
Onderstaande figuur toont het verloop van het inwonertal (bron: INSEE-tellingen).